# Le Nouvion-en-Thiérache
Le Nouvion-en-Thiérache je naselje in občina v severnem francoskem departmaju Aisne regije Pikardije. Leta 1999 je naselje imelo 2.917 prebivalcev.

## Geografija
Kraj se nahaja v pokrajini Thiérache blizu meje s sosednjo regijo Nord-Pas-de-Calais, 65 km severno od središča departmaja Laona.

## Administracija
Le Nouvion-en-Thiérache je sedež istoimenskega kantona, v katerega so poleg njegove vključene še občine Barzy-en-Thiérache, Bergues-sur-Sambre, Boué, Dorengt, Esquéhéries, Fesmy-le-Sart, Leschelles in La Neuville-lès-Dorengt s 6.814 prebivalci.
Kanton je sestavni del okrožja Vervins.